# Comic-Con Episode IV: A Fan's Hope
Comic-Con Episode IV: A Fan's Hope és una pel·lícula documental de 2011 sobre la San Diego Comic-Con, dirigida per Morgan Spurlock.
La pel·lícula segueix principalment cinc assistents: els aspirants a dibuixants de còmics Skip Harvey i Eric Henson; el distribuïdor de còmics Chuck Rozanski, que intenta vendre un còmic de preu elevat; un grup de dissenyadors de vestuari liderats per Holly Conrad que es presenten al concurs de cosplays de la convenció; i el fan James Darling, que té previst proposar-li matrimoni a la seva xicota durant un dels molts esdeveniments de la convenció. El documental també realitza breus entrevistes amb autors de còmics i de Hollywood que comparteixen les seves experiències com a fans i els seus sentiments cap a l'esdeveniment i l'evolució que ha experimentat aquest els darrers anys.

## Sinopsi
El documental explora el fenomen de la San Diego Comic-Con International, que va començar com una convenció de còmics marginals per a 500 seguidors. L'esdeveniment s'ha convertit en un esdeveniment anual de cultura pop que influeix en totes les formes d'entreteniment i compta amb més de 140.000 persones, però amb un paper cada cop més marginal del còmic, que havia sigut central. La pel·lícula segueix a cinc assistents mentre es preparen per assistir a la convenció de 2010, que es caracteritza com "la meca definitiva pel friki":
- Eric Henson i Skip Harvey: dos aspirants a il·lustradors que esperen trobar feina mostrant els seus portafolis als editors a la convenció. Henson, que somia amb treballar algun dia per a Marvel Comics, obté una crítica favorable per part de l'editorial Arch Enemy, que li dona treballs il·lustrant portades. Harvey, que atén el bar en un bar de ciència-ficció/fantasia/terror, no aconsegueix feina a la convenció, però obté consells i s'anima a continuar practicant. Continua dirigint el seu bar mentre treballa en la seva novel·la gràfica.
- Holly Conrad: una dissenyadora de vestuari i cosplayer que dona vida a les seves creacions al seu garatge. Ella espera que els vestits que fa servir la seva tropa, Suicide Mission, que es basen en la sèrie de videojocs Mass Effect, guanyin el concurs de disfresses de la convenció. Els vestits, que inclouen un extraterrestre anomenat Grunt amb ulls i boca animatrònics, guanyen el Premi Judges' Choice. Més tard és contractada per crear altres vestits basats en videojocs i com a consultora de vestuari en un proper llargmetratge de Mass Effect.
- Chuck Rozanski: propietari de Mile High Comics, una cadena de botigues de còmics amb seu a Denver des de fa 34 anys. Rozanski vol vendre una còpia de Red Raven Comics núm. 1, publicat el 1940, per 500.000 dòlars per pagar els seus deutes. Tot i que no ven el còmic, el seu estand a la convenció genera més beneficis que l'any passat gràcies a una rebaixa el darrer dia, permetent a Mile High Comics traslladar-se a un nou magatzem de 65.000 peus quadrats (uns 6039 metres quadrats).
- James Darling: un jove fan que planeja proposar matrimoni a la seva xicota, Se Young Kang, a la convenció, on s'havien conegut l'any anterior. Després d'adquirir un anell amb un rellotge sense agulles per simbolitzar l'atemporal, li proposa mentre està al micròfon durant una sessió de preguntes i respostes amb el cineasta Kevin Smith comptant amb la complicitat del cineasta. Ella accepta.

La pel·lícula també cobreix diversos aspectes de la convenció, com ara taules de discussió, la companyonia entre els assistents, i inclou entrevistes individuals a professionals de la indústria del còmic com Frank Miller, Seth Rogen, Eli Roth, Harry Knowles, Kevin Smith i Matt Groening.

## Entrevistes

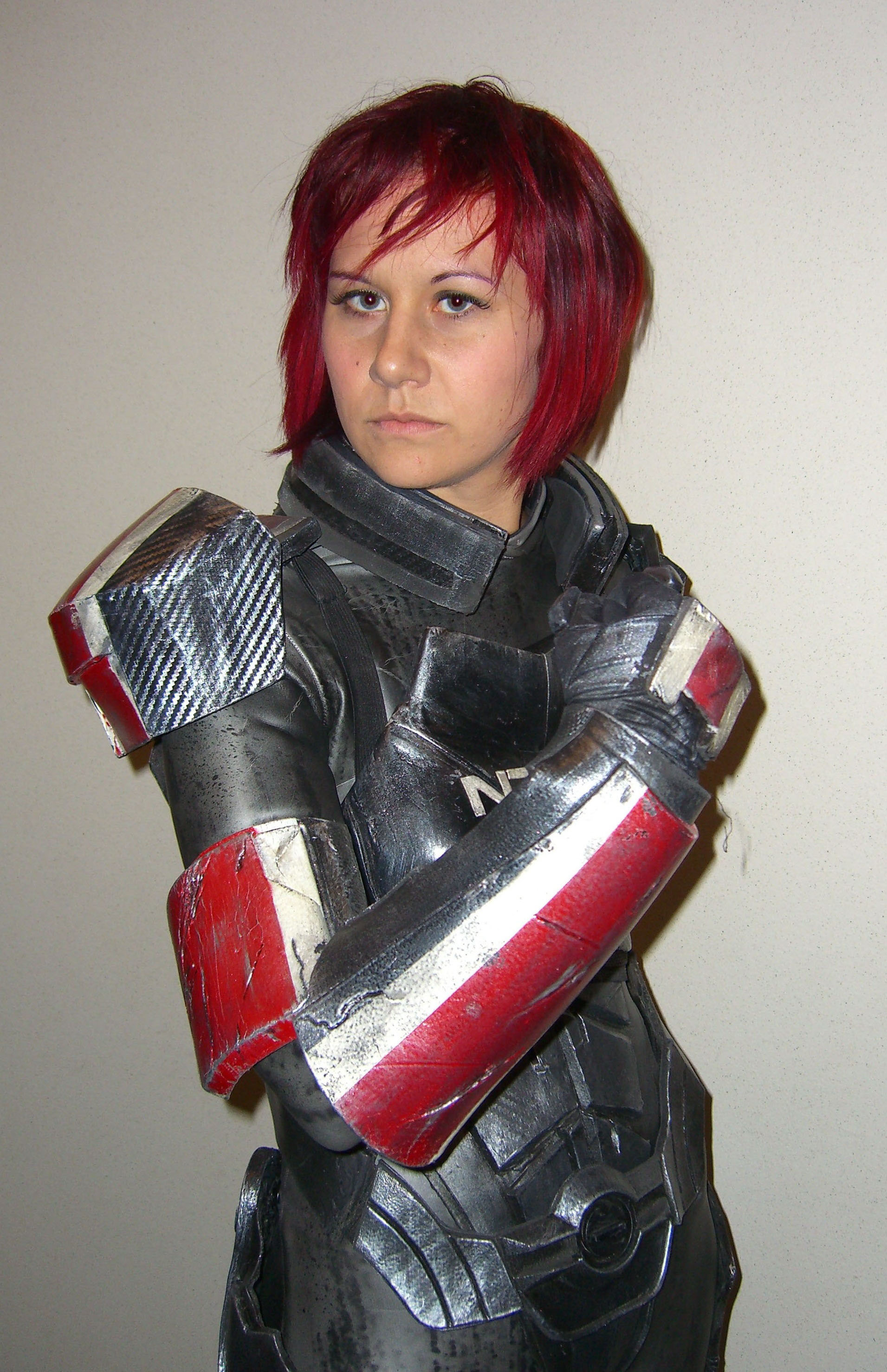
El treball de Holly Conrad en preparació per a un concurs de cosplay es troba entre les línies argumentals de la pel·lícula.

- Jon Schnepp
- Joss Whedon
- Kevin Smith
- Eli Roth
- Harry Knowles
- Corey Feldman
- Jamison Newlander
- Tim Bradstreet
- Thomas Jane
- Todd McFarlane
- Robert Kirkman
- Frank Miller
- Joe Quesada
- Scott Mantz
- Marc Guggenheim
- Seth Green
- Olivia Wilde
- Joel McHale
- Stan Lee
- Kenneth Branagh
- Matt Fraction
- Grant Morrison
- Guillermo del Toro
- Steve Sansweet
- Seth Rogen
- Morgan Webb
- Lee Wochner
- Paul Scheer
- Henry Jenkins
- Edgar Wright
- Matt Groening
- Gerard Way

## Recepció crítica
La pel·lícula té una qualificació positiva del 82% al lloc web de l'agregador de ressenyes Rotten Tomatoes, basat en 57 crítiques, i una puntuació de 64 sobre 100 a l'agregador de ressenyes Metacritic, basat en 21 ressenyes.